# Богданово (Воронежская область)
Богда́ново — деревня в Рамонском районе Воронежской области.
Административный центр Горожанского сельского поселения.

## География
Богданово находится на левом берегу Дона, на юге Горожанского сельского поселения в 10 км к западу от районного центра — посёлка Рамонь. Здесь преобладает чернозёмный тип почвы.
Справа от населённого пункта проходит федеральная трасса М-4.

### Уличная сеть
| - ул. Берёзовая, - ул. Восточная, - ул. Западная, - ул. Зелёная, - ул. Лесная, - ул. Почтовая, - ул. Приовражная, - ул. Прохладная, | - ул. Северная, - ул. Серебряный бор, - ул. Сосновая, - ул. Тополиная, - ул. Хвойная, - ул. Центральная, - ул. Юбилейная, - ул. Южная. |

## История
История деревни Богданово начинается с конца XVII века, когда была основана деревня Буровлянка. Поселение возникло рядом с фабрикой, производящей солдатское сукно. Деревня имела такое название из-за реки Буровлянка-Муровлянка, которая протекала рядом с населённым пунктом. Житель Буровлянки Богданов основал на задонской дороге (нынешней трассе «Дон») хутор, на котором был расположен постоялый двор.
В 1967 году населённый пункт получил официальное название — деревня Богданово.

## Население
| 1859 | 2010 |
| ---- | ---- |
| 365  | ↗708 |

## Экономика
На территории деревни расположен мясокомбинат «Богдановский». Основанный в 2013 году, в настоящее время он является одним из лидирующих предприятий области. Основным направлением комбината является глубокая мясопереработка и дальнейшая реализация уже готовой продукции, как на региональном, так и федеральном уровне.
Также в Богданово с конца 2015 года работает фабрика «КДВ Воронеж», выпускающая широкий спектр кондитерских изделий.